# Lophocampa variegata
Lophocampa variegata là một loài bướm đêm thuộc phân họ Arctiinae, họ Erebidae.